# Lepreo
L'antica città di Lepreo (o meno propriamente Leprea) si trovava nella parte superiore ad ovest del monte Menta (o Minthi o Minthe), nelle vicinanze della moderna città nel sud della Trifilia, antico distretto greco ai confini della Messenia, facente parte dell'Elide.
Si pensa possa essere la mitica città di Epi, descritta da Omero nell'Iliade ma mai scoperta.

## Fondazione e mito
La fondazione si deve a Lepreo, figlio di Caucone (o di Pirgeo, fondatore eponimo della vicina città), che la mitologia lo nomina tra le vittime di Ercole. Altri storici asseriscono che il nome della città provenga dal fatto che i coloni originari fossero affetti da lebbra dovuta al Mycobacterium leprae, mentre altri pensano che fosse dovuto alla presenza del tempio di Zeus Leukaios.

## Storia
Erodoto la colloca all'interno di una confederazione di sei città fondata dalla civiltà minoica, però la popolazione della regione era di origine caucana.
 Mentre la sua fortuna era dovuta: alla felice posizione sulle vie di passaggio tra Elide, Messenia e Arcadia; alla fertile pianura attraversata dal fiume Neda, oltre che alla vicinanza al mare e al piacevole clima della zona.
Il primo sito abitativo si ha già nel neolitico, al quale si deve l'acropoli situata sulla collina di Agios Dimitrios, dove sono stati ritrovati alcuni resti del primo periodo elladico (2500-2000 a.C.). La città fiorì però nel periodo classico ed ellenico, quando fu costruito il tempio di Demetra, ma già era famosa al tempo di Omero venendo da molti identificata con Epi. La città fu la principale roccaforte della Tripilia e venne considerata da Strabone benedetta, data la fortunata posizione geografica.
Durante la prima guerra messenica e gli avvenimenti che ne susseguirono, cadde nella zona di influenza degli Elei, stipulando un trattato di alleanza, da cui si dissociò ottenendo l'indipendenza nel 400 a.C., dopo una rivolta durata 21 anni e grazie all'aiuto fornito da Sparta. Finita la supremazia spartana nel Peloponneso dopo la battaglia di Leuttra, essa si alleò alla nascente lega arcadica a difesa della propria indipendenza.
Da ricordare che la città viene citata nella dedica commemorativa posta a Platea per il suo apporto nella battaglia decisiva contro i persiani.
Quando Pausania visitò nel 170 d.C. Lepreo, l'antica città era scomparsa però erano ancora presenti il tempio dedicato a Zeus Leukaios o Lykaios, le tombe di Licurgo e Caucone, il tempio di Demetra. Fu abbandonata alla fine del periodo bizantino nell'800-1000 d.C., dopo una serie di incursioni pirate. In epoca successiva vi fu costruito anche un castello medioevale di cui non si hanno notizie.